# Slezský zemský sněm
Slezský zemský sněm (německy Schlesischer Landtag, polsky Śląski Sejm Krajowy) byl volený zákonodárný sbor v korunní zemi Slezsko v Rakouském císařství, od roku 1867 v Rakousku-Uhersku, existující do roku 1918. Byl jedním ze zemských sněmů Předlitavska.

## Neparlamentní vládnutí
Po březnové revoluci v roce 1848 byl ve Slezsku ustaven takzvaný Slezský konvent, ovšem jeho role byla ukončena císařovými Silvestrovskými patenty v roce 1851. Následně spravoval Slezsko od 22. března 1852 do 3. dubna 1861 místodržící Josef Kalchegger von Kalchberg a nevolený výbor konventu

## Zemský sněm v letech 1861–1918

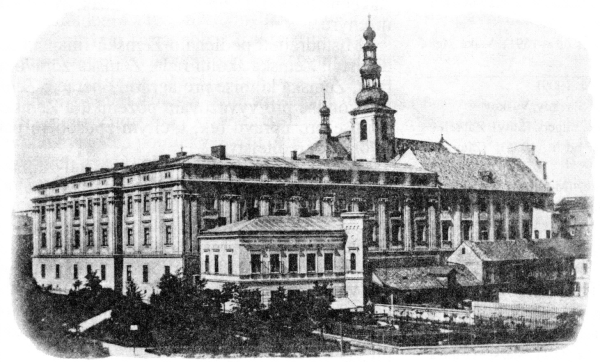
Sídlo Slezského zemského sněmu v Opavě

Vlastní historie Slezského zemského sněmu začala v roce 1861 (v souvislosti s obnovou ústavního modelu vlády a zemské samosprávy). Sídlil v zemském hlavním městě Opava, zpočátku v bývalé budově jezuitské koleje, později ve vlastní budově zemského sněmu.
Parametry sněmu určil § 3 říšského zákoníku vydaný jako příloha k takzvané Únorové ústavě z roku 1861. Ani následná Prosincová ústava z roku 1867 je nezměnila. Slezský sněm podle nich měl 31 poslanců. Jako virilista na něm zasedal vratislavský biskup (a to i přesto, že Vratislav, Breslau, tehdy ležela v Prusku a tedy mimo území monarchie). Zbylých 30 poslanců bylo voleno ve třech kuriích:
- 9 poslanců za velkostatkáře
- 12 poslanců za města a obchodní a živnostenské komory
- 9 poslanců za ostatní venkovské obce (kromě moravských enkláv ve Slezsku, jež volily své zástupce na Moravský zemský sněm)

Kurie velkostatkářů se dále dělila na dvě podčásti (voličské sbory). V prvním (volil dva poslance) z nich měly volební právo jen čtyři osoby, vévodové Těšína, Opavy, Krnova a velmistr řádu německých rytířů, v druhém voličském sboru (volil sedm poslanců) měli volební právo všichni zbylí velkostatkáři, kteří splňovali volební cenzus pozemkové daně 250 zlatých (později 500 rakousko-uherských korun).
Kurie 24 měst volila své zástupce v osmi jednomandátových volebních obvodech a volila tedy osm poslanců zemského sněmu. Hlavní město Opava volilo dva poslance a zbylé dva vybíralo zhruba čtyřicet členů obchodní a živnostenské komory sídlící v Opavě.
Kurie venkovských obcí volila v sedmi volebních obvodech (pět z nich jednomandátových, dva dvoumandátové). Šlo ovšem o nepřímé volby prostřednictvím volitelů. Zemský zákon z 25. listopadu 1884 stanovil, že pro počet volitelů je rozhodující počet voličů s domovským právem nikoliv pouze počet příslušných obyvatel, což bylo zásadní v době zvýšené migrace ve Slezsku. Zemský zákon z 26. ledna 1897 pak upravil volby v kurii venkovských obcí na přímé (bez volitelů).
V obou posledně jmenovaných kuriích platil rovněž volební cenzus. Zpočátku šlo o daňový výměr minimálně 10 zlatých (podle zemského zákona z 13. února 1887 snížen na 5 zlatých).

## Národnostní otázka a snahy o změny ve volebním právu

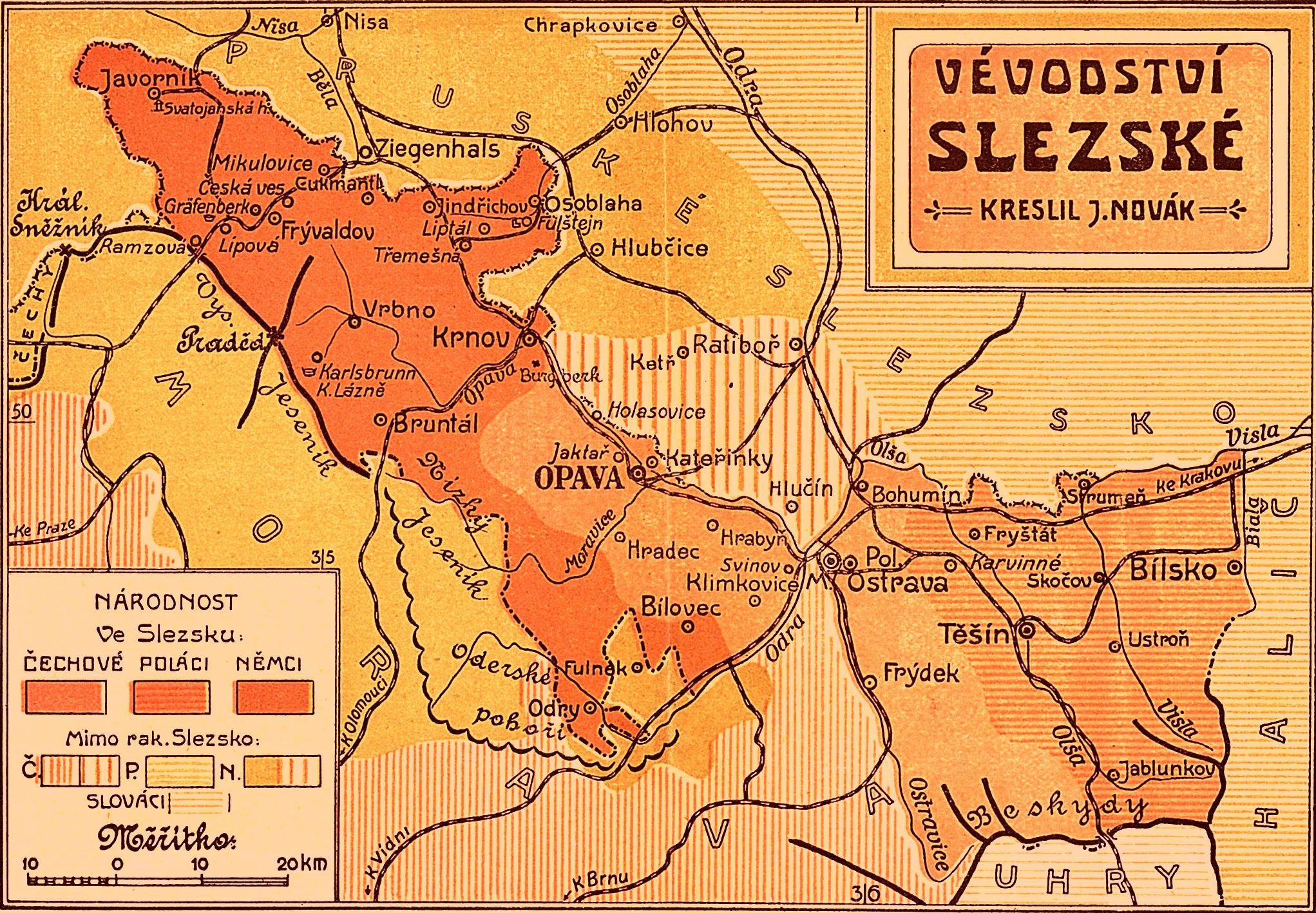
Národnostní mapa Rakouského Slezska

V listopadu 1875 došlo ke změnám volebních řádů do zemských sněmů. Základní struktura Slezského zemského sněmu se ale nezměnila. Od konce 19. století sílily tlaky na reformu volebního práva, po vzoru některých jiných korunních zemí. K žádné reformě ale až do roku 1918 nedošlo.
V pozadí polemik okolo volebního práva do zemského sněmu stála národnostní otázka. Rakouské Slezsko bylo národnostně smíšeným územím. Podle sčítání lidu 1910 v Rakousku-Uhersku deklarovalo 43,9 % populace jako obcovací jazyk němčinu, 31,7 % polštinu a 24, 3 % češtinu. Díky nastavení volebního systému ovšem v zemské samosprávě dominovali etničtí Němci, protože Češi i Poláci obývali zejména venkovské oblasti, jež byly na sněmu nedostatečně zastoupeny. Spory se vedly i o jednací řeč sněmu. Podle usnesení zemského sněmu z 14. září 1871 mohly být projevy ve sněmu pronášeny ve všech třech zemských jazycích. V praxi ale byla vyžadována němčina.
26. února 1897 řešil zemský sněm otázku zastoupení venkovských obcí (a tedy převážně neněmeckých obyvatel). Objevil se návrh na rozšíření sněmu o 14 nových poslanců a zřízení 9 nových volebních obvodů. Nebyl ale přijat. Na podzim 1905 předložili Češi a Poláci na sněmu (zastupováni českým poslancem Václavem Hrubým) návrh na zavedení všeobecného volebního práva. Sněm návrh odmítl. Německá většina pak 21. listopadu 1905 předložila vlastní projekt korekce volebního řádu. Mělo dojít k vytvoření čtvrté kurie se 4 poslanci, kteří by byli zvoleni všeobecným volebním právem. Návrh ale sněm nepředložil císaři a vídeňské vládě ke schválení, což zdůvodnil tím, že nejprve je nutné dospět ve Slezsku k národnostnímu smíru.
30. října 1908 se sněm usnesl na dalším projektu volební reformy (v té době již na celostátní úrovni bylo zavedeno všeobecné a rovné volební právo, podle kterého se poprvé volilo ve volbách do Říšské rady roku 1907). Podle tohoto návrhu měl mít Slezský zemský sněm 55 poslanců. Druhá a třetí kurie měly být rozšířeny o devět poslaneckých mandátů a vzniknout měla čtvrtá kurie volená všeobecným volebním právem v pěti volebních obvodech, z nichž jeden byl většinově německý, dva polské a dva české). V třetí kurii (venkovské obce) se předpokládalo pět většinově německých, pět českých a sedm polských obvodů). Centrální vláda a císař ale tento návrh odmítli kvůli některým závadám (odnětí volebního práva pro negramotné, rozdílná velikost volebních obvodů). Slezský zemský sněm tak až do roku 1918 zůstal organizován a sestaven na základě kuriálního systému z 60. let 19. století.

## Volby poslanců na Říšskou radu
Slezský zemský sněm zpočátku své ústavní existence rovněž volil poslance na celorakouský (později předlitavský) parlament (Říšská rada). Podle únorové ústavy z roku 1861 zemský sněm do Vídně posílal celkem sedm zástupců. Volba se měla konat každý rok. Toto právo ovšem skončilo roku 1873, kdy byly zavedeny přímé volby do Říšské rady (slezští voliči tak přímo volili své zástupce v celostátním parlamentu podle separátního volebního systému).

## Zemský výbor a zemský hejtman
Kromě sněmu byla slezská zemská samospráva reprezentována dalšími institucemi. Zemský výbor byl exekutivním orgánem. Sestával ze zemského hejtmana a čtyř členů volených sněmem. Podle zemského zákona z 8. listopadu 1880 se zvýšil počet členů zemského výboru na pět. Neformálně se dodržoval etnický poměr, kdy v zemském výboru byl vždy jeden zástupce Poláků nebo Čechů. Podle nerealizovaného návrhu na volební reformu z roku 1908 (viz výše) se měl zemský výbor rozšířit na šest a zastoupení neněmeckých etnik vzrůst.

### Seznam slezských zemských hejtmanů
- Johann Larisch-Moennich (1821–1884): I.–III. volební období (1861–1864)
- Amand von Kuenburg (1809–1886): IV.–XXIII. volební období (1865–1886)
- Heinrich Larisch-Moennich (1850–1918): XXIV.–poslední volební období (1888–1918)

## Zemský prezident
Státní správu na území Slezska reprezentoval zemský prezident (ve většině korunních zemí nazýván zemský místodržící). Slezský zemský prezident vedl úřad zvaný zemská vláda (v jiných zemích místodržitelství). Jeho rolí byl dozor nad orgány zemské samosprávy a podepisoval zemské zákony.

### Seznam slezských zemských prezidentů
- Hermann von Pillersdorff, 1863–1866
- August von Merkl, 1868
- Hermann von Pillersdorff, 1868–1870
- Alexander von Summer, 1870–1882[4][5]
- Olivier Marquis de Bacquehem, 1882–1886
- Franz von Merveldt, 1887–1889
- Karl von Jaeger, 1889–1894
- Karl von Coudenhove, 1894–1896
- Manfred Clary-Aldringen, 1896–1898
- Josef Thun-Hohenstein, 1898–1906
- Karl Heinold von Udynski, 1906–1908
- Max von Coudenhove, 1908–1915
- Adalbert von Widmann, 1915–1918